# 게이트볼
게이트볼(gateball)은 T자 모양의 막대기로 공을 쳐서 경기장 안의 게이트(문) 3군데를 통과시킨 다음 골폴에 맞히는 구기이다.
13세기경 프랑스 남부의 농민들이 즐기던 크로케가 일본에서 발전하여 게이트볼이 되었다. 처음 만든 것은 1947년 스즈키 카즈노부이다.

## 경기 방법 및 규칙
1회 경기 시간은 30분으로 각팀 5명씩 경기에 임한다. 채점 방식은 1, 2, 3게이트 통과시 1점, 골폴 명중시 2점이며, 1명이 제한 시간 내에 완료하면 5점이 된다. 양 팀이 정해진 순서대로 번갈아 경기에 임하며, 한 번 쳐서 게이트를 통과시켜야 하는데, 성공하면 한 번 더 친다. 양팀 모두 30분 안에 끝내지 못하면 그때까지 얻은 점수로 승패를 가리며, 한쪽 팀 전원이 완료되면 남은 경기 시간에 관계 없이 그 팀의 승리가 된다.

## 경기 시설과 용구

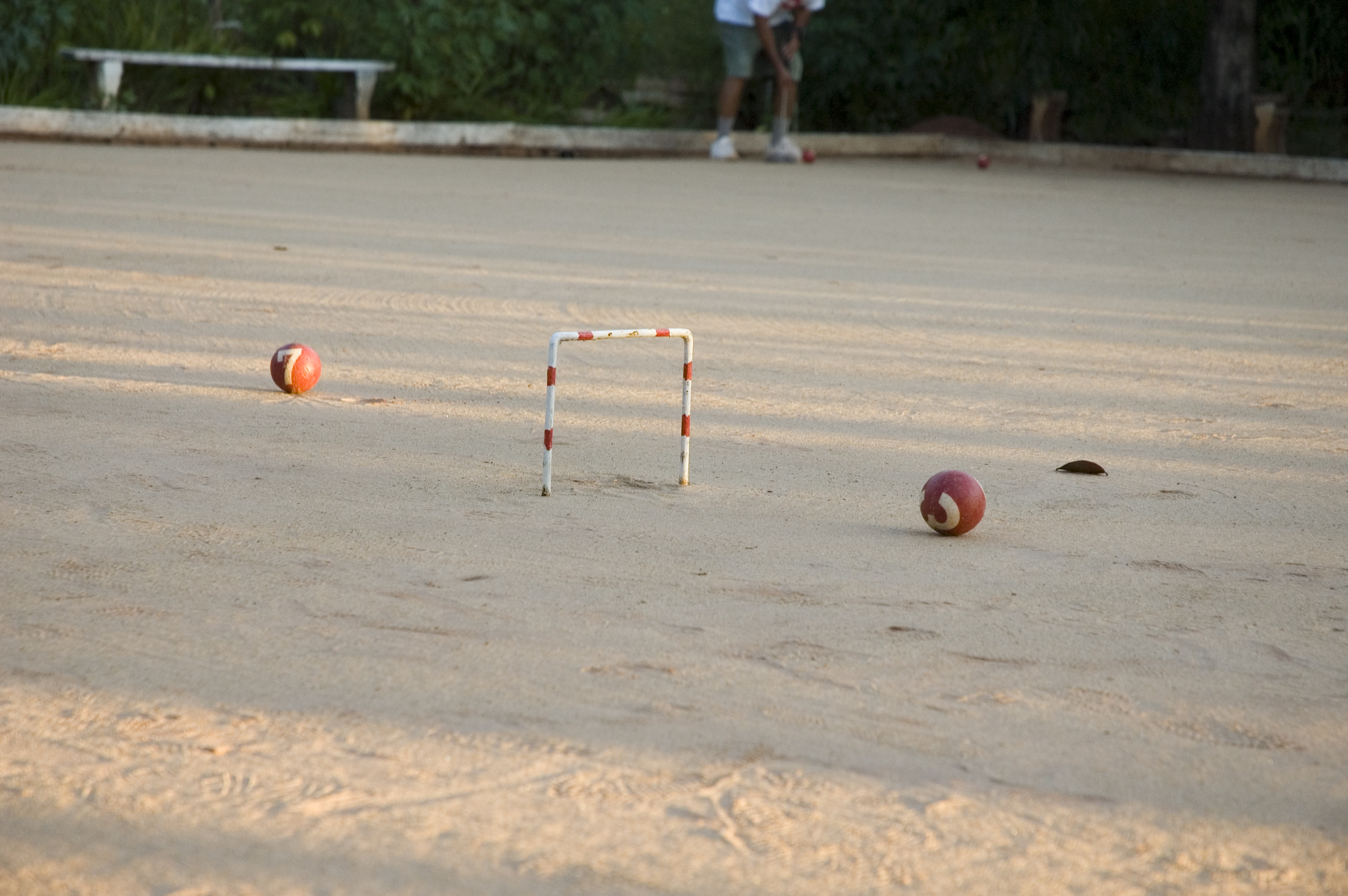
게이트볼 경기장과 2개의 공, 게이트

게이트볼을 하는 데는 경기장과 게이트, 골폴이 필요하다. 다음은 경기장과 용규등의 규격이다.
- 경기장: 가로 20m×세로 15m
- 게이트: 높이 20cm×폭 24cm
- 골폴: 경기장 중앙에 세운 20cm 짜리 막대기

## 국제 단체
1984년, 일본 게이트볼 유니온이 설립되었으며, 이듬해, 일본, 대한민국, 브라질, 차이니스 타이베이, 미국은 월드 게이트볼 유니온(WGU)의 조직을 만들었으며 현재 오스트레일리아, 아르헨티나, 볼리비아, 브라질, 캐나다, 중화인민공화국, 차이니스 타이베이, 인도네시아, 일본, 대한민국, 파라과이, 페루, 싱가포르, 미국, 우루과이 등 총 15개국이 가맹되어 있다. 그리고 세계에서 8백만명 이상의 사람들이 게이트볼을 하고 있다.

## 각국의 현황

### 대한민국

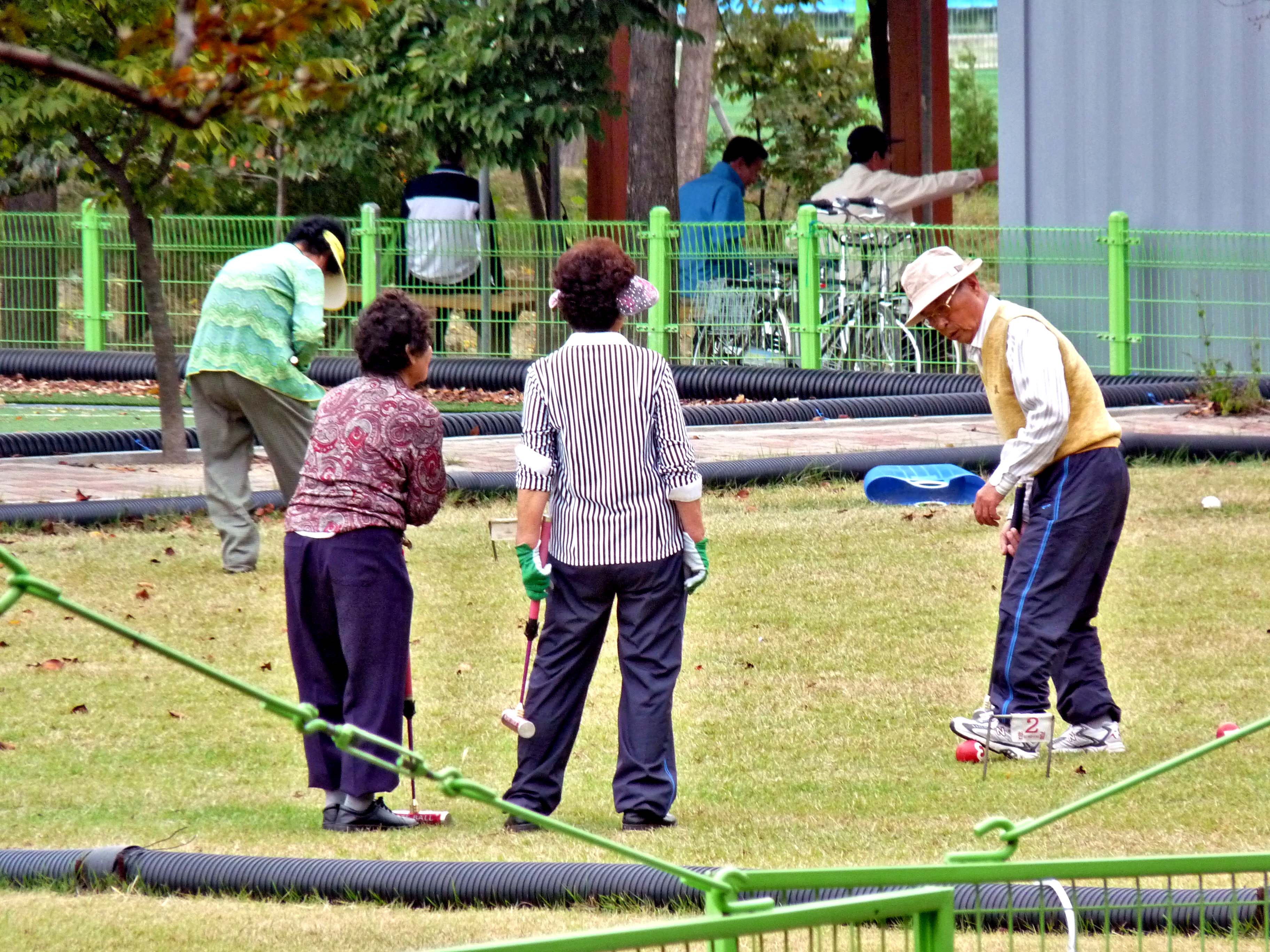
2008년 경주시민체육대회에서 게이트볼 시구

대한민국에서 대한게이트볼협회가 조직되어 노인층을 비롯하여 부담없이 즐길 수 있는 스포츠라는 점을 강조하며, 점차 게이트볼에 대한 인지도를 넓혀가고 있다. 경상북도 경주시 황성공원과 영덕군 군민운동장에 게이트볼 전용구장이 있으며, 대통령기, 국무총리배, 문화체육관광부장관기, 대한체육회장기, 대한게이트볼협회장기 대회 등 정부명칭 대회 몇 여러대회가 해마다 열려, 게이트볼을 통해 시.도간의 화합과 친선을 다지고 있다.

## 같이 보기
- 세계 게이트볼 연맹
- 격구